# قرار الجمعية العامة للأمم المتحدة 3010
قرار الجمعية العامة للأمم المتحدة 3010 هو قرار اتخذته الجمعية العامة للأمم المتحدة في 18 ديسمبر 1972. اعتمد القرار عام 1975 سنةً دوليةً للمرأة.

## النص
إن الجمعية العامة،
بالنظر إلى أن خمسة وعشرين عاما قد انقضت منذ انعقاد الدورة الأولى للجنة وضع المرأة في ليك سكسيس، نيويورك، في الفترة من 10 إلى 24 فبراير 1947، وأن هذه فترة تجعل من الممكن تقييم النتائج الإيجابية التي تم الحصول عليها،
وإذ تضع في اعتبارها أهداف ومبادئ إعلان القضاء على التمييز ضد المرأة الذي اعتمدته الجمعية العامة في قرارها 2263 (د -22) المؤرخ 7 نوفمبر 1967،
وإذ تسلم بفعالية العمل الذي قامت به لجنة وضع المرأة في السنوات الخمس والعشرين منذ إنشائها، وبالمساهمة الهامة التي قدمتها المرأة في الحياة الاجتماعية والسياسية والاقتصادية والثقافية لبلدانها،
وإذ تضع في اعتبارها أنه من الضروري تعزيز الاعتراف العالمي بمبدأ المساواة بين الرجل والمرأة، بحكم القانون وبحكم الواقع، وأن التدابير القانونية والاجتماعية يجب أن تتخذها الدول الأعضاء التي لم تفعل ذلك بعد لضمان إعمال حقوق المرأة،
وإذ تشير إلى أن قرارها 2626 (د -25) المؤرخ 24 أكتوبر 1970، المتضمن الاستراتيجية الإنمائية الدولية لعقد الأمم المتحدة الإنمائي الثاني، يتضمن ضمن أهداف وغايات العقد تشجيع الإدماج الكامل للمرأة في جهود التنمية الشاملة،
لفت الانتباه إلى الأهداف العامة والأهداف الدنيا التي يتعين بلوغها خلال عقد الأمم المتحدة الإنمائي الثاني، على النحو الذي حددته لجنة وضع المرأة واعتمدته الجمعية العامة في قرارها 2716 (د -25) المؤرخ 15 ديسمبر 1970،
وإذ تضع في اعتبارها، تحقيقا لتلك الغايات، أن إعلان سنة دولية للمرأة من شأنه أن يؤدي إلى تكثيف العمل المطلوب للنهوض بوضع المرأة،
1. إعلان عام 1975 السنة الدولية للمرأة؛
2. تقرر تكريس هذا العام للعمل المكثف:
(أ) تعزيز المساواة بين الرجل والمرأة؛
(ب) ضمان الإدماج الكامل للمرأة في جهود التنمية الشاملة، ولا سيما من خلال التأكيد على مسؤولية المرأة ودورها الهام في التنمية الاقتصادية والاجتماعية والثقافية على الصعد الوطني والإقليمي والدولي، ولا سيما خلال عقد الأمم المتحدة الإنمائي الثاني؛
(ج) الاعتراف بأهمية مساهمة المرأة المتزايدة في تنمية العلاقات الودية والتعاون بين الدول وفي تعزيز السلام العالمي؛
3. تدعو جميع الدول الأعضاء وجميع المنظمات المهتمة إلى اتخاذ خطوات لضمان الإعمال الكامل لحقوق المرأة والنهوض بها على أساس إعلان القضاء على التمييز ضد المرأة؛
4. تدعو الحكومات التي لم تصدق بعد على الاتفاقية المتعلقة بمساواة العمال والعاملات في الأجر عن العمل المتساوي القيمة، 1951/22، التي اعتمدها مؤتمر العمل الدولي في دورته الرابعة والثلاثين، إلى أن تفعل ذلك في أقرب وقت ممكن؛
5. تطلب من الأمين العام أن يعد، بالتشاور مع الدول الأعضاء والوكالات المتخصصة والمنظمات غير الحكومية المهتمة، في حدود الموارد المتاحة، مشروع برنامج للسنة الدولية للمرأة وأن يقدمه إلى لجنة وضع المرأة في دورته الخامسة والعشرين عام 1974.

## روابط خارجية
- نص القرار